# Droga wojewódzka 662
Die Droga wojewódzka 662 (DW 662) ist eine polnische Woiwodschaftsstraße und verläuft vom Süden nach Norden auf einer Länge von 35 Kilometern und durchquert die Kreisgebiete Augustów sowie Suwałki. Sie wurde ursprünglich als Landesstraße Droga krajowa 8 bezeichnet. Außerdem stellt sie eine Verbindung dar zwischen der Schnellstraße Droga ekspresowa S61 der Landesstraßen Droga krajowa 8, Droga krajowa 16  sowie mit den Woiwodschaftsstraßen Droga wojewódzka 652, Droga wojewódzka 653 und Droga wojewódzka 655.